# لیزا میسیپکا
لیزا میسیپکا (انگلیسی: Lisa Vasa Misipeka؛ زادهٔ ۳ ژانویهٔ ۱۹۷۵) ورزشکار دو و میدانی اهل ساموآی آمریکا است که در مسابقات جهانی دو و میدانی، بازی‌های پاسیفیک و بازی‌های پاسیفیک کوچک در مجموع برندهٔ ۵ مدال طلا، ۱ مدال نقره، ۱ مدال برنز شده‌است.